# Bitka pri reki Lupia
Bitka pri reki Lupii se je zgodila leta 11 pr. n. št. med rimsko vojsko pod vodstvom Druza in Sikambri. Reka Lupia, (danes reka Lippe), teče proti zahodu skozi Porurje v Severnem Porenju-Vestfaliji. Druz je premagal Sikambre, nekatere poražene pa so preselili zahodno od reke Ren.

## Posledice
Druz je začel graditi več trdnjav, da bi zavaroval območje med Lippo in Renom.